# Jimmy Frazier
James Ho "Jimmy" Frazier Eyraud (9 de mayo de 1972) es un destacado músico y productor musical chileno que durante la década de 1980 formó parte del grupo La Banda del Pequeño Vicio, la cual se separó en 1991. Desde 2000 en adelante ha destacado por su trabajo con artistas como Joe Vasconcellos y Nicole.
Como bajista ha sido parte de la banda de músicos de Vasconcellos durante el 2006. A finales de 2010 se casó con la actriz Katyna Huberman.
En 2011 participó en la banda sonora de la película Baby Shower.